# Bucht von Osaka
Koordinaten: 34° 30′ 0″ N, 135° 9′ 0″ O

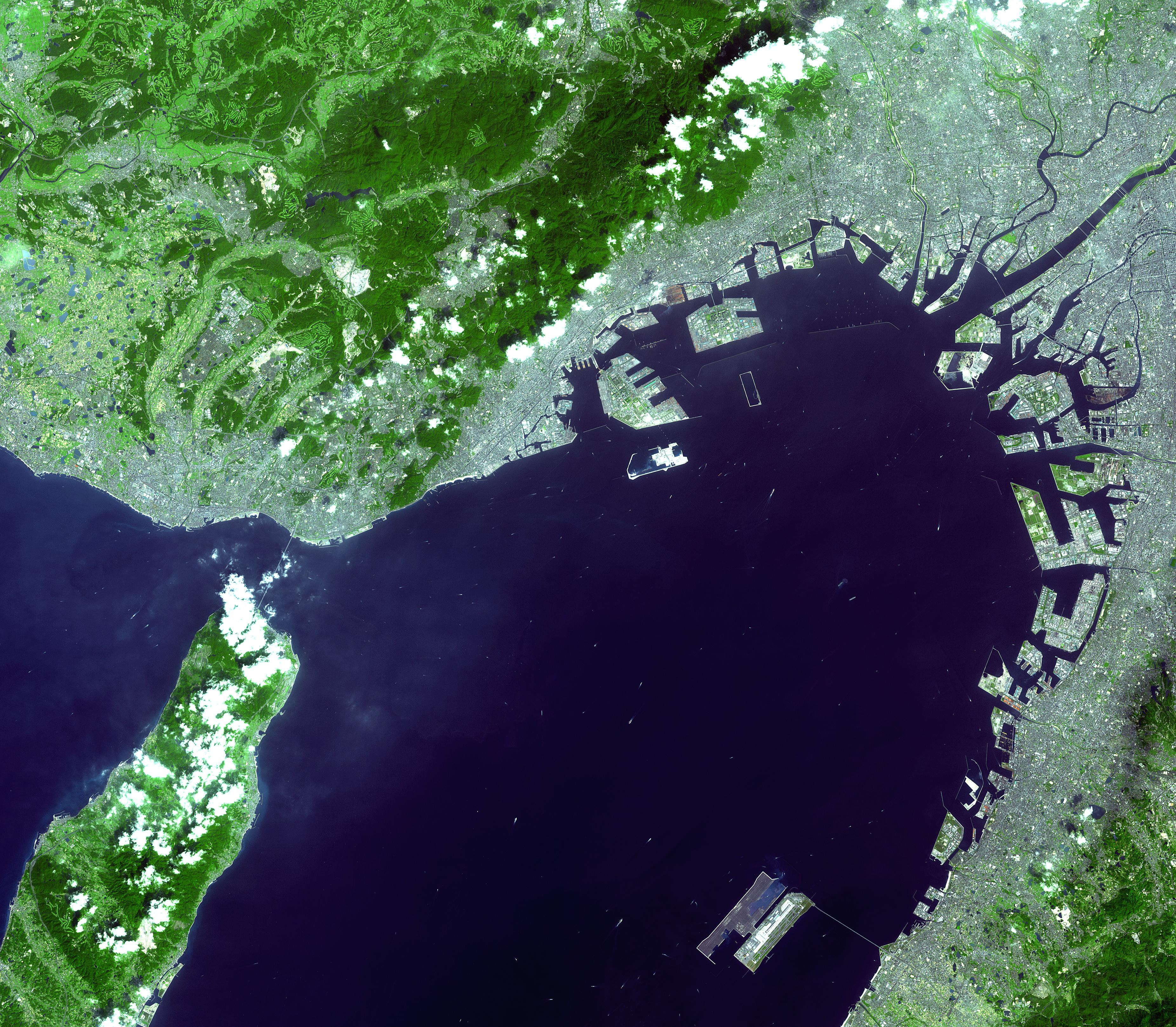
Satellitenfoto der nördlichen Bucht von Osaka

Die Bucht von Osaka (jap. 大阪湾, Ōsaka-wan) ist eine Bucht im westlichen Japan. Als östlichster Teil der Seto-Inlandsee ist sie im Süden vom Pazifik durch den Kii-Kanal und im Westen vom Rest der Inlandsee durch die Akashi-Straße getrennt.
Die Westküste wird von der Insel Awaji gebildet, im Norden und Osten begrenzen die Präfekturen Hyōgo, Osaka und Wakayama die Bucht. Die Inselgruppe Tomogashima, die quer in der Meeresenge des Kii-Kanals liegt, ist Teil des Seto-Inlandsee-Nationalparks.
Die Bucht von Osaka liegt in der zweitgrößten Metropolregion des Landes, dem Kansai, und wird sehr stark für den Schiffsverkehr genutzt. Zahlreiche Häfen dienen Warenumschlag und Personenbeförderung; die größten sind die von Osaka, Kōbe und Sakai. Seit den 1960er Jahren wurden zahlreiche künstliche Inseln geschaffen, unter anderem Port Island, Rokkō Island und die Flughafeninseln für den Flughafen Kansai und den Flughafen Kōbe.